# Tachina quadrinotata
Tachina quadrinotata là một loài ruồi trong họ Tachinidae.